# Wilhelm Hagqvist
Wilhelm Hagqvist född Carl Wilhelm Hagqvist 10 augusti 1873 i Nyköping, död 12 december 1943 i Stockholm, svensk journalist, redaktionssekreterare och manusförfattare.

## Filmmanus
- 1914 – Stormfågeln